# Ole-Falk Ebbell-Staehelin
Ole-Falk Ebbell-Staehelin (* 26. September 1879 in Trondheim; † 12. November 1969 in Bern) war ein norwegisch-schweizerischer Bauingenieur, der massgeblich am Bau des zweiten Goetheanums beteiligt war. 

## Leben
Ole-Falk Ebbell war Sohn des norwegischen Architekten Ole Falck Ebbell (1839–1919), der u. a. die 1899 eingeweihte Kirche in Snillfjord entwarf. Er legte 1910 sein Ingenieursexamen in Trondheim am und machte an Technische Universität Dresden eine Weiterbildung. 1913 siedelte er nach Basel über, wo er zunächst bei der Basler Baugesellschaft arbeitete. Im bereits 1907 gegründeten Ingenieurbüro schloss er sich 1919 mit Leuprecht zusammen und arbeitete fortan freischaffend.
Ebbell gehörte zu den Pionieren, die als Bauingenieur mit Eisenbeton arbeiteten. Er war beteiligt am Bau der Berninabahn, am Bettenhaus des Bürgerspital Basel, baute Fabrikgebäude in Basel und im Elsass und setzte das Plastilin-Modell Rudolf Steiners des zweiten Goetheanums in statisch komplexe Berechnungen um. Zuvor war er für den Bau des Heizhauses und des Hauses Duldeck beauftragt worden. 
Ebell blieb bis zu seinem 73. Lebensjahr in Basel als Ingenieur tätig. Später wurde das Büro unter dem Namen Lüem AG Ingenieurbüro weitergeführt. 1953 zog er nach Bern, wo er 1969 starb.